# Gerard Noodt
Gerard Noodt, född 4 september 1647 i Nijmegen, död 15 augusti 1725 i Leiden, var en nederländsk jurist.
Noodt var professor vid universiteten i Nijmegen, Franeker, Utrecht och Leiden samt juridisk författare. Bland hans Opera omnia (1713, senare flera upplagor) märks Probabilium juris civilis libri IV och Commentarius in D. Justiniani libros digestorum sive pandectarum.